# Mykola Martchak
Mykola Martchak (en ukrainien : Микола Макарович Марчак, Mykola Makarovitch Martchak) était un homme d'État ukrainien descendant d'une famille de paysan, chef de gouvernement ukrainien d'octobre 1937 à février 1938.

## Biographie
Il fit ses études à Kamenetz-Podolsky puis à l'institut technologique de Kiev. Il fut enseignant puis a travailler à l'usine de tracteurs de Kharkov.
En 1937 il devint vice commissaire du peuple à l'éducation, puis en 1937 chef du gouvernement ukrainien. Il fut député du Soviet suprême de l'URSS de la première convocation du district de la ville de Kiev.
Inclus dans la liste des exécutions staliniennes pour la première catégorie du 12 septembre 1938 il fut exécuté après jugement par le Collège militaire de la Cour suprême de l'URSS ; il fut  réhabilité à titre posthume en 1956.